# 슬로바키아의 국장

슬로바키아의 국장

슬로바키아의 국장은 1990년 3월 1일에 제정되었다. 빨간색 방패 안에는 하얀색 로렌 십자가 꽂혀진 파란색 산봉우리 3개가 그려져 있다. 로렌 십자는 비잔티움 제국의 기독교 선교사인 키릴로스, 메토디우스 대주교 형제에 의해 슬로바키아에 전파된 기독교의 상징이다. 3개의 산봉우리는 타트리산맥, 파트라산맥, 마트러산맥(마트러산맥은 현재 헝가리의 영토)을 의미한다.

## 역사
헝가리의 벨러 3세 국왕이 비잔티움 제국의 영향을 받은 로렌 십자 문양을 처음으로 사용했으며 헝가리의 벤첼(보헤미아의 바츨라프 3세) 국왕이 십자가가 꽂혀진 3개의 산봉우리 문양을 처음으로 사용했다. 1848년 혁명을 계기로 소집된 슬로바키아 민족주의 조직인 슬로바키아 민족평의회가 슬로바키아인을 상징하는 범슬라브색(빨강-하양-파랑) 문양을 제정하면서 빨간색 방패 안에 하얀색 로렌 십자가 꽂혀진 파란색 산봉우리 문양을 사용했다.
1920년에 독립한 체코슬로바키아의 국장에 등장했으며 1939년부터 1945년까지 존재했던 슬로바키아 공화국의 국장으로도 사용되었다. 1960년부터 1990년까지는 파시즘 정권의 상징이라는 이유로 공식적인 사용이 금지되었고 크리반봉과 3개의 횃불 문양을 사용했다. 3개의 횃불 문양은 1944년에 일어난 슬로바키아 민족 봉기를 의미했다. 1990년에 벨벳 혁명을 계기로 슬로바키아 공화국의 국장으로 사용되었고 1993년 1월 1일에 체코슬로바키아의 해체를 계기로 독립한 슬로바키아의 국장으로 사용되었다.

## 역대 슬로바키아의 국장

슬로바키아 공화국의 국장 (1939년-1945년)
슬로바키아 사회주의 공화국의 국장 (1960년-1990년)

## 같이 보기
- 체코슬로바키아의 국장